# Ntoskrnl.exe
ntoskrnl.exe（Windows NT operating system kernel的缩写）又叫内核映像，为Windows NT内核空间提供内核和执行层，并负责硬件虚拟化、进程和内存管理等多种系统服务，故属于系统最基本的部分。它具有缓存管理、执行指令、内核、安全访问监督、内存管理及任务调度等功能。